# Kiss Me, Guido
Kiss Me, Guido es una película de comedia independiente de 1997. Escrita y dirigida por Tony Vitale (ex director de locaciones) y producida por Ira Deutchman y Christine Vachon, está protagonizada por Nick Scotti, Anthony Barrile, Anthony DeSando y Craig Chester.

## Reparto
- Nick Scotti como Frankie
- Anthony Barrile como Warren
- Anthony DeSando como Pino
- Craig Chester como Terry
- Domenick Lombardozzi como Joey Chips
- Molly Price como Meryl
- Christopher Lawford como Dakota
- David Deblinger como actor de teatro
- John Tormey como Patsy Zito
- Antonia Rey como Josephina Zito
- Jennifer Esposito como Debbie
- Anthony Vitale como el repartidor de pizza n.° 1
- Frankie Dellarosa como el repartidor de pizza n.° 2
- Rebecca Waxman como Wiggy
- Tony Ray Rossi como Vinny
- Irma St. Paule como Abuela

## Recepción
En 1997, Janet Maslin de The New York Times escribió sobre la película "la divertida noción de alto concepto de enviar a un heterosexual del Bronx al medio del Manhattan gay y ver volar la piel" y (la película) "tiene un atractivo sabor indie".

## Televisión
CBS llevó Kiss Me, Guido a la pantalla chica en 2001 bajo el título Some of My Best Friends. La serie estaba protagonizada por Jason Bateman como Warren, Danny Nucci como Frankie, Michael DeLuise como Pino y el actor abiertamente gay Alec Mapa en el papel recién creado de Vern Limoso. La serie, escrita por Tony Vitale y Marc Cherry de Desperate Housewives, fue cancelada después de una temporada.